# Konsekrationskors

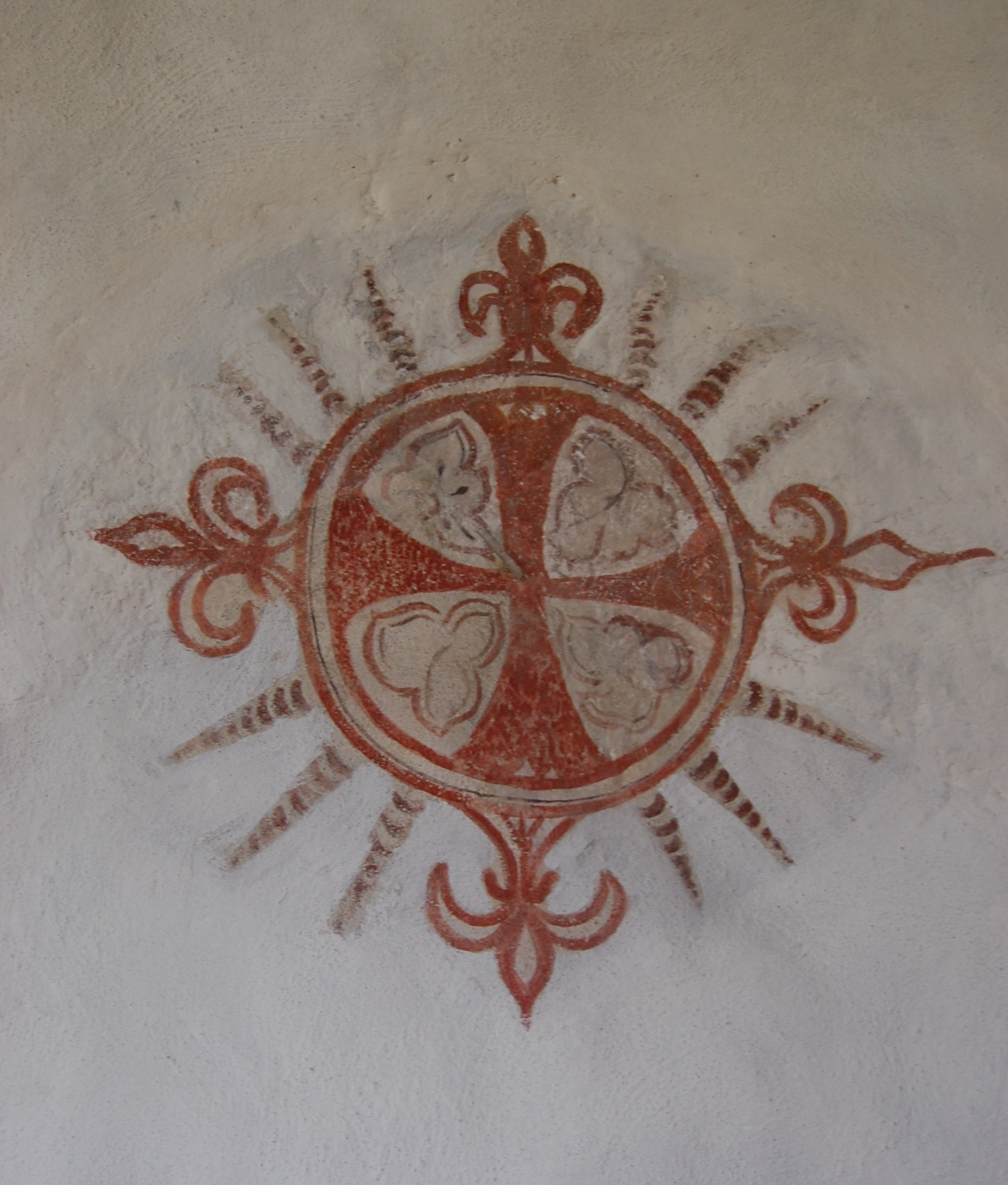
Konsekrationskors i Arby kyrka

Konsekrationskors, även invigningskors, ett kors som tecknas vid invigningen av en katolsk kyrka (konsekrationen). Vigningen  förrättades av biskopen genom att  han målade tolv kors med smörjelse på kyrkans väggar (ett kors för varje apostel) och därefter firades mässa. Biskopens kors ifylldes sedan som cirkelkors. 